# Rivière Métabeskéga
Rivière Métabeskéga är ett vattendrag i Kanada.   Det ligger i provinsen Québec, i den sydöstra delen av landet, 220 km nordost om huvudstaden Ottawa. Rivière Métabeskéga ligger vid sjön Lac Métabeskéga.
I omgivningarna runt Rivière Métabeskéga växer i huvudsak blandskog. Trakten runt Rivière Métabeskéga är nära nog obefolkad, med mindre än två invånare per kvadratkilometer.